# Pandemia de COVID-19 na Croácia
Este artigo documenta os impactos da pandemia de coronavírus de 2020 na Croácia e pode não incluir todas as principais respostas e medidas contemporâneas.

## Antecedentes
A preocupação com a disseminação do vírus começou após a pandemia de COVID-19 na China continental e os seus efeitos em escala global. Na Croácia, a preocupação aumentou devido à quantidade de trabalhadores chineses presentes na Ponte Pelješac.
Aeroportos foram preparados para tomar medidas de precaução contra o vírus. O Ministério da Saúde alertou os que viajaram a China a evitar pessoas doentes, animais e mercados, além de não comer comidas cruas ou mal passadas, para lavar as mãos e notificar aos seus médicos caso queiram ir à China.

## Linha do tempo

### Fevereiro de 2020
Em 25 de fevereiro, o primeiro caso de coronavírus na Croácia foi confirmado. Um homem de 26 anos de idade permaneceu em Milão, na Itália, de 19 a 21 de fevereiro e testou positivo para o vírus. Prosseguidamente, foi hospitalizado no Hospital Universitário de Doenças Infecciosas Dr. Fran Mihaljević, em Zagreb.
Em 26 de fevereiro, 2 novos casos foram confirmados: o irmão gêmeo do primeiro paciente foi hospitalizado no mesmo local, enquanto um homem que havia trabalhado em Parma foi hospitalizado em Rijeka. No mesmo dia, o Centro Clínico-Hospitalar de Osijek baniu visitas. Até 29 de fevereiro, existiam 7 casos confirmados no país, os quais eram originários de Zagreb e Rijeka.

### Março de 2020
Em 2 de março, o oitavo caso do vírus foi confirmado no país. Em 3 de março, outro caso em Varaždin, sendo um homem que trabalhava como motorista na Itália. Em 6 de março, outro caso foi confirmado na cidade, sendo um homem de 60 anos de idade.
Em 7 de março, mais um caso em Varaždin, elevando o número total para 12. Em 9 de março, um caso foi confirmado em Istria, na cidade de Pula, tratando-se de um homem de Labin que havia viajado para a Itália a trabalho.
Em 10 de março, 2 novos casos foram relatados, sendo ambos indivíduos que haviam viajado para a Áustria e para a Itália.
Em 11 de março, o 16º caso foi confirmado, sendo de um jovem que havia participado de uma feira em Munique. No mesmo dia, mais 3 casos foram relatados; todos haviam viajado da Áustria e da Alemanha. Uma balsa de Ancona com 93 passageiros embarcou no porto de Split, dos quais 57 eram cidadãos croatas, 9 eram da Itália, 6 eram da Bósnia e Herzegovina, 3 eram de Montenegro e o restante eram de países diversos. Como precaução, foram colocados em quarentana no Hotel Zargreb.
Em 12 de março, a primeira recuperação do vírus foi anunciada. O irmão gêmeo do paciente zero havia testado negativo para o vírus em dois testes. No entanto, no mesmo dia, 8 novos casos foram relatados. 3 deles estavam intimamente relacionados aos pacientes de Rijeka, mas eram assintomáticos. Os outros 2 haviam viajado da Áustria e da Alemanha para Zagreb. Em Sisak, houve a primeira confirmação do caso, sendo um paciente de Mošćenica que trabalhara na Itália. Em Pula, mais dois casos foram relatados, ambos vindos da Itália.
Em 13 de março, 5 novos casos foram relatados; dois em Pula e tr^s em Zagreb. Um dos casos eram uma criança; posteriormente, todas as crianças do jardim de infância frequentado pelo infectado foram colocadas em quarentena. Este caso marcou a primeira infecção em criança no país. Durante a noite de 13 a 14 de março, 14 trabalhadores de Brodosplit foram colocados em quarentena depois de voltarem do trabalho temporário na Itália.
Em 14 de março, 5 novos casos foram registrados, elevando o número de infectados totais para 37; em Zagreb, Varaždin, Sisak e Osijek. Os infectados de Osijek eram cônjuges de meia-idade da cidade de Ernestinovo. O paciente zero se recuperou e recebeu alta do hospital. No final do dia, mais 2 casos foram confirmados; uma mulher que voltou da Romênia e um parente próximo do casal de Ernestinovo.
Em 15 de março, 10 novos casos foram relatados; cinco em Zagreb e cinco em Osijek, elevando o número para 51. Dois dos infectados de Zagreb eram médicos que foram contaminados fora do hospital, levando, posteriormente, ao isolamento. O hospital foi, então, transformado em um centro de apoio respiratório para os casos mais graves, enquanto os outros pacientes foram transferidos para o Centro Hospitalar Universitário de Zagreb, Hospital Sisters of Charity ou liberados para casa.
Em 16 de março, 7 novos casos foram confirmados; cinco em Zareb, um em Rijeka e o primeiro caso em karlovac, elevando o número total para 56. O diplomata Davor Božinović confirmou 174 denúncias de quebra de regime de isolamento. No mesmo dia, foram confirmadas duas recuperações no país; o primeiro paciente hospitalizado em Rijeka e uma jovem em Zagreb.
Em 17 de março, foram relatados 13 novos casos, elevando o número total para 69. O ministro da Saúde, Vili Beroš, declarou que 1 014 amostras sanguíneas foram processadas e que 9 598 pessoas estavam sob controle médico. Božinović confirmou o recebimento de mais de 500 denúncias de quebra de auto-isolamento. 93 das quais comprovadamente violaram as medidas e enfrentaram sanções. Afirma-se que médicos foram esquiar na Áustria sem informar previamente seus superiores. Assim, os primeiros casos confirmados em Zabok e Slavonski Brod foram originários do território austríaco. No mesmo dia, os pacientes do Hospital Križine Split foram transferidos para o Hospital Firule Split, pois o primeiro era destinado exclusivamente aos casos de coronavírus.
Em 18 de março, Zoran Milanović, presidente do país, fez um discurso televisionado sobre a pandemia de coronavírus na Croácia. 20 novos casos foram confirmados, incluindo os primeiros da Dalmácia; uma jovem de Biograd, que havia retornado de uma viagem turística a Zanzibar via Dubai com sua irmã, e um casal de idosos hospitalizados me Split. O número de médicos infectados aumentou para 9.
Em 19 de março, 16 novos casos foram confirmados, elevando o número para 105. Os primeiros casos de Dubrovnik e Šibenik foram relatados. No mesmo dia, um homem idoso de Brtonigla, que morreu no dia anterior em auto-isolamento, foi confirmado como portador do vírus; no entanto, não foi atestado se o vírus causou a sua morte.

## Impactos

### Economia
Em 14 de março, o governo proibiu aumentos de preços e fixou o preço de 30 janeiro como o mais alto possível para os seguintes produtos: farinham, leite, leite em pó, ovos, açúcar, sal, arroz, macarrão, carne fresca, peixe, frutas, legumes, carne enlatada, peixe enlatado, óleo, comida para bebê, fraldas, água potável, detergente, sabão em pó, desinfetantes, álcool, roupas e acessórios de proteção, medicamentos, produtos médicos e roupas de cama. O primeiro-ministro da Croácia, Andrej Plenković, informou a decisão um dia depois. A Inspeção Estadual anunciou que as fiscalizações de preços começaria me 17 de março, com multas variando de 3 000 a 15 000 HRK.
Em 17 de março, Plenković anunciou o fechamento de shoppings, algumas lojas, restaurantes, cinemas, teatros, salas de leitura, bibliotecas, academias, centros esportivos, academias de ginástica, centros de recreação, escolas de dança, oficinas infantis, exposições, feiras, boates e discotecas. Em 18 de março, o hotel Le Méridien LAV anunciou que seria fechado de 23 de março a 15 de abril.

### Educação
Em 11 de março, foi anunciado que jardins de infância, escolas e faculdades no condado de Istria seriam fechados a partir de 13 de março, com alunos das quatro primeiras séries do ensino fundamental acompanhado as aulas pelo canal TV HRT 3 ou pelo Microsoft SharePoint das instituições. Em 13 de março, Plenković anunciou que todos os jardins de infância, escolas e faculdades estariam fechados por uma quinzena a partir e 16 de março.
Em 16 de março, o ministro da Educação, Blaženka Divjak, confirmou que, no mesmo dia, a CARNET, responsável pelas aulas on-line na Croácia, havia sido vítima de ciberataque, o que impedia a transmissão de aulas naquele momento. Mais tarde, no mesmo dia, foi anunciado que a empresa havia sofrido cerca de dez ataques cibernéticos durante o dia; no entanto, confirmou que as aulas a distância haviam sido realizadas com sucesso.